# ABA Liga 2018-19
La ABA Liga 2018-19 fue la decimoctava edición de la ABA Liga, competición que reúne 12 equipos de Serbia, Croacia, Eslovenia, Montenegro, Bosnia Herzegovina y Macedonia del Norte. Es la segunda temporada como primer nivel de una competición que desde el año anterior cuenta además con la ABA Liga 2. El campeón fue el Crvena zvezda mts, que lograba su cuarto título.

## Equipos participantes
Equipo ascendido de la ABA Liga 2
- Krka

Equipo descendido a la ABA Liga 2
- MZT Skopje Aerodrom

| Equipo            | Ciudad            | Pabellón                | Capacidad |
| ----------------- | ----------------- | ----------------------- | --------- |
| Budućnost VOLI    | Podgorica         | Morača Sports Center    | 4,300     |
| Cedevita          | Zagreb            | Dom Sportova            | 3,100     |
| Cibona            | Zagreb            | Dražen Petrović Hall    | 5,400     |
| Crvena zvezda mts | Belgrade          | Aleksandar Nikolić Hall | 6,500     |
| FMP               | Belgrade          | Železnik Hall           | 3,000     |
| Igokea            | Aleksandrovac     | Laktaši Sports Hall     | 3,050     |
| Krka              | Novo Mesto        | Leon Štukelj Hall       | 2,500     |
| Mega Bemax        | Sremska Mitrovica | Pinki Sports Hall       | 2,500     |
| Mornar            | Bar               | Topolica Sport Hall     | 2,625     |
| Partizan NIS      | Belgrade          | Aleksandar Nikolić Hall | 5,878     |
| Petrol Olimpija   | Ljubljana         | Arena Stožice           | 12,480    |
| Zadar             | Zadar             | Krešimir Ćosić Hall     | 7,997     |

## Temporada regular

### Clasificación
| Pos. | Equipo            | PJ | G  | P  | PF   | PC   | DP   | Pts | Clasificación                         |
| ---- | ----------------- | -- | -- | -- | ---- | ---- | ---- | --- | ------------------------------------- |
| 1    | Crvena zvezda mts | 22 | 21 | 1  | 1875 | 1517 | +358 | 43  | Acceden a playoffs                    |
| 2    | Cedevita          | 22 | 16 | 6  | 1924 | 1769 | +155 | 38  | Acceden a playoffs                    |
| 3    | Budućnost VOLI    | 22 | 16 | 6  | 1783 | 1636 | +147 | 38  | Acceden a playoffs                    |
| 4    | Partizan NIS      | 22 | 14 | 8  | 1779 | 1663 | +116 | 36  | Acceden a playoffs                    |
| 5    | Mega Bemax        | 22 | 10 | 12 | 1802 | 1880 | −78  | 32  |                                       |
| 6    | FMP               | 22 | 10 | 12 | 1736 | 1786 | −50  | 32  |                                       |
| 7    | Cibona            | 22 | 9  | 13 | 1744 | 1810 | −66  | 31  |                                       |
| 8    | Igokea            | 22 | 8  | 14 | 1798 | 1869 | −71  | 30  |                                       |
| 9    | Mornar            | 22 | 8  | 14 | 1780 | 1907 | −127 | 30  |                                       |
| 10   | Krka              | 22 | 7  | 15 | 1587 | 1776 | −189 | 29  |                                       |
| 11   | Zadar             | 22 | 7  | 15 | 1803 | 1900 | −97  | 29  | Clasificado para playoffs de descenso |
| 12   | Petrol Olimpija   | 22 | 6  | 16 | 1685 | 1783 | −98  | 28  | Descenso a ABA Liga 2                 |

 Fuente: ABA League
Notas:
1. 1 2  Cedevita 1–1, 1.02; Budućnost VOLI 1–1, 0.98
2. 1 2  Mega Bemax 1–1, 1.06; FMP 1–1, 0.94
3. 1 2  Igokea 2–0, 1.17; Mornar 0–2, 0.85
4. 1 2  Krka 1–1, 1.05; Zadar 1–1, 0.95

### Posiciones por jornada
| Equipo ╲ Jornada | 1                 | 2  | 3  | 4  | 5  | 6  | 7  | 8  | 9  | 10 | 11 | 12 | 13 | 14 | 15 | 16 | 17 | 18 | 19 | 20 | 21 | 22 |   |
| ---------------- | ----------------- | -- | -- | -- | -- | -- | -- | -- | -- | -- | -- | -- | -- | -- | -- | -- | -- | -- | -- | -- | -- | -- | - |
| Equipo ╲ Jornada | Crvena zvezda mts | 4  | 2  | 1  | 1  | 1  | 1  | 1  | 1  | 1  | 1  | 1  | 1  | 1  | 1  | 1  | 1  | 1  | 1  | 1  | 1  | 1  | 1 |
| Cedevita         | 8                 | 6  | 7  | 9  | 5  | 8  | 6  | 4  | 4  | 4  | 3  | 2  | 2  | 2  | 2  | 2  | 2  | 3  | 2  | 3  | 2  | 2  |   |
| Budućnost VOLI   | 1                 | 4  | 4  | 3  | 3  | 3  | 3  | 2  | 2  | 2  | 2  | 3  | 3  | 3  | 3  | 3  | 3  | 2  | 3  | 2  | 3  | 3  |   |
| Mega Bemax       | 6                 | 1  | 2  | 2  | 2  | 2  | 2  | 3  | 3  | 3  | 4  | 4  | 4  | 5  | 5  | 5  | 5  | 5  | 5  | 5  | 5  | 5  |   |
| Partizan NIS     | 5                 | 3  | 5  | 5  | 7  | 5  | 4  | 5  | 5  | 5  | 5  | 5  | 5  | 4  | 4  | 4  | 4  | 4  | 4  | 4  | 4  | 4  |   |
| FMP              | 3                 | 8  | 6  | 8  | 10 | 6  | 5  | 6  | 6  | 6  | 7  | 6  | 6  | 6  | 6  | 8  | 7  | 6  | 6  | 6  | 6  | 6  |   |
| Igokea           | 7                 | 7  | 8  | 11 | 6  | 9  | 11 | 8  | 7  | 7  | 10 | 10 | 7  | 10 | 11 | 9  | 9  | 10 | 11 | 9  | 10 | 8  |   |
| Mornar           | 11                | 12 | 9  | 6  | 9  | 10 | 9  | 12 | 12 | 11 | 11 | 11 | 8  | 9  | 7  | 7  | 6  | 7  | 8  | 10 | 8  | 9  |   |
| Cibona           | 9                 | 10 | 11 | 10 | 8  | 4  | 7  | 9  | 10 | 8  | 6  | 7  | 9  | 7  | 8  | 6  | 8  | 8  | 9  | 7  | 7  | 7  |   |
| Petrol Olimpija  | 2                 | 5  | 3  | 4  | 4  | 7  | 8  | 11 | 9  | 9  | 8  | 8  | 10 | 11 | 9  | 10 | 10 | 11 | 10 | 11 | 11 | 12 |   |
| Zadar            | 10                | 11 | 12 | 12 | 12 | 11 | 10 | 7  | 8  | 10 | 9  | 9  | 11 | 8  | 10 | 11 | 11 | 9  | 7  | 8  | 9  | 11 |   |
| Krka             | 12                | 9  | 10 | 7  | 11 | 12 | 12 | 10 | 11 | 12 | 12 | 12 | 12 | 12 | 12 | 12 | 12 | 12 | 12 | 12 | 12 | 10 |   |

### Resultados
| Local \ Visitante | BUD   | CED     | CIB    | CZV   | FMP   | IGO    | KRK    | MEG    | MOR    | PAR   | OLI     | ZAD    |
| ----------------- | ----- | ------- | ------ | ----- | ----- | ------ | ------ | ------ | ------ | ----- | ------- | ------ |
| Budućnost VOLI    | —     | 80–78   | 91–82  | 71–87 | 79–59 | 96–70  | 86–64  | 91–85  | 102–71 | 75–71 | 85–69   | 75–69  |
| Cedevita          | 63–58 | —       | 89–68  | 84–68 | 87–85 | 100–80 | 104–75 | 86–95  | 94–80  | 84–87 | 95–82   | 83–72  |
| Cibona            | 83–77 | 78–75   | —      | 54–76 | 90–71 | 84–86  | 99–71  | 89–71  | 84–73  | 59–83 | 87–70   | 66–97  |
| Crvena zvezda mts | 86–72 | 94–79   | 78–68  | —     | 79–62 | 96–75  | 80–66  | 100–76 | 104–71 | 70–68 | 89–61   | 97–70  |
| FMP               | 70–87 | 81–95   | 93–88  | 72–81 | —     | 87–78  | 93–65  | 106–89 | 82–84  | 73–72 | 64–63   | 99–86  |
| Igokea            | 78–85 | 75–78   | 87–69  | 77–79 | 74–85 | —      | 91–73  | 79–80  | 81–60  | 84–92 | 115–105 | 100–82 |
| Krka              | 69–64 | 82–71   | 90–100 | 66–96 | 71–76 | 69–71  | —      | 82–69  | 80–76  | 80–76 | 62–59   | 77–78  |
| Mega Bemax        | 70–77 | 101–107 | 82–80  | 68–78 | 89–61 | 93–88  | 80–72  | —      | 82–80  | 74–81 | 81–77   | 85–97  |
| Mornar            | 95–99 | 102–103 | 91–78  | 57–90 | 79–69 | 97–103 | 86–77  | 80–84  | —      | 97–94 | 80–75   | 89–81  |
| Partizan NIS      | 76–67 | 71–76   | 85–67  | 71–77 | 83–77 | 67–57  | 87–55  | 98–86  | 75–73  | —     | 82–79   | 85–95  |
| Petrol Olimpija   | 72–77 | 70–98   | 78–80  | 60–83 | 88–86 | 92–69  | 70–69  | 91–78  | 87–66  | 66–72 | —       | 91–81  |
| Zadar             | 69–89 | 85–95   | 95–91  | 69–87 | 79–85 | 95–80  | 64–72  | 80–84  | 83–93  | 92–97 | 84–80   | —      |

## Playoffs
|  | Semifinales              | Semifinales    |                   |   | Finales | Finales |
|  |                          |                |                   |   |         |         |
|  | 23 de marzo – 6 de abril |                |                   |   |         |         |
|  |                          |                |                   |   |         |         |
|  | Crvena zvezda mts        | 2              |                   |   |         |         |
|  | Crvena zvezda mts        | 2              | 12-22 de abril    |   |         |         |
|  | Partizan NIS             | 1              |                   |   |         |         |
|  | Partizan NIS             | 1              | Crvena zvezda mts | 3 |         |         |
|  | 25 de marzo – 7 de abril |                | Crvena zvezda mts | 3 |         |         |
|  |                          | Budućnost VOLI | 2                 |   |         |         |
|  | Cedevita                 | Budućnost VOLI | 2                 | 1 |         |         |
|  | Cedevita                 |                |                   | 1 |         |         |
|  | Budućnost VOLI           | 2              |                   |   |         |         |
|  | Budućnost VOLI           | 2              |                   |   |         |         |

## Semifinales

### Partido 1
| 23 de marzo de 2019 | Crvena zvezda mts                                   | 106–101                                             | Partizan NIS                                        | |  |  |
| 19:00               | Parciales: 21–11, 15–24, 24–28, 25–22 (T.E.: 21–16) | Parciales: 21–11, 15–24, 24–28, 25–22 (T.E.: 21–16) | Parciales: 21–11, 15–24, 24–28, 25–22 (T.E.: 21–16) | |  |  |
|                     | Estadísticas Baron 23 Davidovac 6 Čović 9           | Reporte Pts Reb Asts                                | Estadísticas Marinković 20 Sy 6 Renfroe 8           | Pabellón: Aleksandar Nikolić Hall, Belgrado Asistencia: 5,989 espectadores Árbitros: Ilija Belošević, Damir Javor, Tomislav Hordov |  |  |
| 1–0                 |                                                     |                                                     |                                                     | |  |  |
|                     |                                                     |                                                     |                                                     | |  |  |

| 25 de marzo de 2019 | Cedevita                                   | 90–83                | Budućnost VOLI                      | |  |  |
|                     | Parciales: 21–18, 16–20, 28–21, 25–24      |                      |                                     | |  |  |
|                     | Estadísticas Cobbs 23 Stipanović 8 Cobbs 5 | Reporte Pts Reb Asts | Estadísticas Clark 23 Cole 5 Cole 7 | Pabellón: Dražen Petrović Basketball Hall, Zagreb Asistencia: 4,500 espectadores Árbitros: Matej Boltauzer, Saša Pukl, Uroš Obrknežević |  |  |
| 1–0                 |                                            |                      |                                     | |  |  |
|                     |                                            |                      |                                     | |  |  |

### Partido 2
| 30 de marzo de 2019 | Partizan NIS                                        | 70–67                                | Crvena zvezda mts                         | |  |  |
| 19:00               | Parciales: 13–9, 21–18, 14–22, 22–18                | Parciales: 13–9, 21–18, 14–22, 22–18 | Parciales: 13–9, 21–18, 14–22, 22–18      | |  |  |
|                     | Estadísticas Marinković 18 Landale 8 four players 3 | Reporte Pts Reb Asts                 | Estadísticas Perperoglou 16 Ojo 6 Čović 7 | Pabellón: Aleksandar Nikolić Hall, Belgrado Asistencia: 6,500 espectadores Árbitros: Matej Boltauzer, Saša Pukl, Miloš Koljenšić Televisión: Arena Sport |  |  |
| 1–1                 |                                                     |                                      |                                           | |  |  |
|                     |                                                     |                                      |                                           | |  |  |

| 31 de marzo de 2019 | Budućnost VOLI                           | 87–72                                 | Cedevita                                 | |  |  |
| 19:00               | Parciales: 16–17, 17–14, 25–19, 29–22    | Parciales: 16–17, 17–14, 25–19, 29–22 | Parciales: 16–17, 17–14, 25–19, 29–22    | |  |  |
|                     | Estadísticas Jackson 15 Jackson 6 Cole 9 | Reporte Pts Reb Asts                  | Estadísticas Pullen 18 Ramljak 5 Katić 4 | Pabellón: Morača Sports Center, Podgorica Asistencia: 5,280 espectadores Árbitros: Ilija Belošević, Marko Juras, Uroš Nikolić |  |  |
| 1–1                 |                                          |                                       |                                          | |  |  |
|                     |                                          |                                       |                                          | |  |  |

### Partido 3
| 6 de abril de 2019                    | Crvena zvezda mts                         | 84–63                                 | Partizan NIS                                             | |  |  |
| 18:00                                 | Parciales: 21–13, 23–15, 20–13, 20–22     | Parciales: 21–13, 23–15, 20–13, 20–22 | Parciales: 21–13, 23–15, 20–13, 20–22                    | |  |  |
|                                       | Estadísticas Perperoglou 18 Ojo 8 Čović 6 | Reporte Pts Reb Asts                  | Estadísticas Marinković 12 Paige, Veličković 6 Renfroe 8 | Pabellón: Aleksandar Nikolić Hall, Belgrado Asistencia: 6,858 espectadores Árbitros: Sreten Radović, Sašo Petek, Mario Majkić Televisión: Arena Sport |  |  |
| Crvena zvezda mts gana las series 2–1 |                                           |                                       |                                                          | |  |  |
|                                       |                                           |                                       |                                                          | |  |  |

| 7 de abril de 2019                 | Cedevita                                 | 73–78                                 | Budućnost VOLI                           | |  |  |
| 19:00                              | Parciales: 21–10, 20–29, 17–18, 15–21    | Parciales: 21–10, 20–29, 17–18, 15–21 | Parciales: 21–10, 20–29, 17–18, 15–21    | |  |  |
|                                    | Estadísticas Cobbs 23 Ramljak 12 Cobbs 4 | Reporte Pts Reb Asts                  | Estadísticas Clark 19 Bitadze 7 Gordić 5 | Pabellón: Dražen Petrović Basketball Hall, Zagreb Asistencia: 5,500 espectadores Árbitros: Matej Boltauzer, Damir Javor, Milivoje Jovčić |  |  |
| Budućnost VOLI gana las series 1–2 |                                          |                                       |                                          | |  |  |
|                                    |                                          |                                       |                                          | |  |  |

## Finales
| 12 de abril de 2019 | Crvena zvezda mts                           | 91–72                                 | Budućnost VOLI                                        | |  |  |
| 19:00               | Parciales: 18–20, 27–22, 20–10, 26–20       | Parciales: 18–20, 27–22, 20–10, 26–20 | Parciales: 18–20, 27–22, 20–10, 26–20                 | |  |  |
|                     | Estadísticas Baron 19 Zirbes, Ojo 6 Čović 6 | Reporte Pts Reb Asts                  | Estadísticas Cole 18 Bitadze, Clarke 6 Cole, Gordić 4 | Pabellón: Belgrado Asistencia: 6,374 espectadores Árbitros: Matej Boltauzer, Saša Pukl, Tomislav Hordov Televisión: Arena Sport |  |  |
| 1–0                 |                                             |                                       |                                                       | |  |  |
|                     |                                             |                                       |                                                       | |  |  |

| 14 de abril de 2019 | Crvena zvezda mts                          | 107–69                                | Budućnost VOLI                            | |  |  |
| 19:00               | Parciales: 26–19, 28–19, 22–16, 31–15      | Parciales: 26–19, 28–19, 22–16, 31–15 | Parciales: 26–19, 28–19, 22–16, 31–15     | |  |  |
|                     | Estadísticas Perperoglou 17 Faye 6 Čović 7 | Reporte Pts Reb Asts                  | Estadísticas Gordić 11 Jackson 7 Gordić 6 | Pabellón: Belgrado Asistencia: 6,397 espectadores Árbitros: Sreten Radović, Damir Javor, Miloš Koljenšić Televisión: Arena Sport |  |  |
| 2–0                 |                                            |                                       |                                           | |  |  |
|                     |                                            |                                       |                                           | |  |  |

| 17 de abril de 2019 | Budućnost VOLI                       | 80–72                                | Crvena zvezda mts                           | |  |  |
| 19:00               | Parciales: 18–25, 27–25, 21–8, 14–14 | Parciales: 18–25, 27–25, 21–8, 14–14 | Parciales: 18–25, 27–25, 21–8, 14–14        | |  |  |
|                     | Estadísticas Cole 20 Cole 7 Gordić 4 | Reporte Pts Reb Asts                 | Estadísticas Rivers 19 Faye, Ojo 10 Čović 4 | Pabellón: Podgorica Asistencia: 5,860 espectadores Árbitros: Tomislav Hordov, Mario Majkić, Marko Juras Televisión: Arena Sport |  |  |
| 1–2                 |                                      |                                      |                                             | |  |  |
|                     |                                      |                                      |                                             | |  |  |

| 19 de abril de 2019 | Budućnost VOLI                            | 84–80                                 | Crvena zvezda mts                     | |  |  |
| 19:00               | Parciales: 20–25, 15–13, 22–20, 27–22     | Parciales: 20–25, 15–13, 22–20, 27–22 | Parciales: 20–25, 15–13, 22–20, 27–22 | |  |  |
|                     | Estadísticas Cole 31 Cole, Clark 6 Cole 6 | Reporte Pts Reb Asts                  | Estadísticas Baron 24 Ojo 10 Faye 4   | Pabellón: Podgorica Asistencia: 5,360 espectadores Árbitros: Damir Javor, Sašo Petek, Uroš Nikolić Televisión: Arena Sport |  |  |
| 2–2                 |                                           |                                       |                                       | |  |  |
|                     |                                           |                                       |                                       | |  |  |

| 22 de abril de 2019 | Crvena zvezda mts                            | 97–54                                | Budućnost VOLI                       | |  |  |
| 19:00               | Parciales: 18–13, 29–8, 27–16, 23–17         | Parciales: 18–13, 29–8, 27–16, 23–17 | Parciales: 18–13, 29–8, 27–16, 23–17 | |  |  |
|                     | Estadísticas Rivers 21 Ojo, Rivers 6 Čović 9 | Reporte Pts Reb Asts                 | Estadísticas Cole 9 Clark 7 Cole 3   | Pabellón: Belgrado Asistencia: 6,500 espectadores Árbitros: Saša Pukl, Tomislav Hordov, Mario Majkić Televisión: Arena Sport O2.TV |  |  |
| 3–2                 |                                              |                                      |                                      | |  |  |
|                     |                                              |                                      |                                      | |  |  |

| Campeón de la ABA Liga 2018–19 |
| ------------------------------ |
| Crvena zvezda mts 4º título    |

## Estadísticas
Actualizado a 22 de abril de 2019
| Pos | Jugador         | Equipo | VAL   |
| --- | --------------- | ------ | ----- |
| 1   | Dragan Apić     | FMP    | 29.50 |
| 2   | Luka Božić      | Zadar  | 21.68 |
| 3   | Sava Lešić      | Igokea | 18.05 |
| 4   | Tomislav Zubčić | Igokea | 17.57 |
| 5   | Dominik Mavra   | Krka   | 17.29 |

| Pos | Jugador         | Equipo   | PPP   |
| --- | --------------- | -------- | ----- |
| 1   | Dragan Apić     | FMP      | 21.29 |
| 2   | Tomislav Zubčić | Igokea   | 19.00 |
| 3   | Jacob Pullen    | Cedevita | 17.40 |
| 4   | Dominik Mavra   | Krka     | 16.29 |
| 5   | Sava Lešić      | Igokea   | 15.18 |

| Pos | Jugador      | Equipo        | RPP  |
| --- | ------------ | ------------- | ---- |
| 1   | Luka Božić   | Zadar         | 7.23 |
| 2   | Dragan Apić  | FMP           | 7.14 |
| 3   | Uroš Luković | Mornar        | 7.00 |
| 4   | Michael Ojo  | Crvena zvezda | 6.43 |
| 5   | Sava Lešić   | Igokea        | 6.41 |

| Pos | Jugador          | Equipo        | APP  |
| --- | ---------------- | ------------- | ---- |
| 1   | Matic Rebec      | FMP           | 5.84 |
| 2   | Joe Ragland      | Crvena zvezda | 5.73 |
| 3   | Dominik Mavra    | Krka          | 5.71 |
| 4   | Alex Renfroe     | Partizan      | 5.54 |
| 5   | Scottie Reynolds | Olimpija      | 5.50 |

Fuente: ABA League Archivado el 28 de diciembre de 2017 en Wayback Machine.

## Galardones individuales

### MVP de la jornada
| Jornada | Jugador              | Equipo            | Val. | Ref.   |
| ------- | -------------------- | ----------------- | ---- | ------ |
| 1       | Dragan Apić          | FMP               | 40   | [ 1 ]  |
| 2       | Sava Lešić           | Igokea            | 30   | [ 2 ]  |
| 3       | Nemanja Vranješ      | Mornar            | 33   | [ 3 ]  |
| 4       | Uroš Luković         | Mornar            | 31   | [ 4 ]  |
| 5       | Luka Božić           | Zadar             | 36   | [ 5 ]  |
| 6       | Luka Božić (2)       | Zadar             | 33   | [ 6 ]  |
| 7       | Stefan Pot           | FMP               | 39   | [ 7 ]  |
| 8       | Luka Božić (3)       | Zadar             | 36   | [ 8 ]  |
| 9       | Jacob Pullen         | Cedevita          | 43   | [ 9 ]  |
| 10      | Vanja Marinković     | Partizan          | 32   | [ 10 ] |
| 11      | Marko Ljubičić       | Cibona            | 30   | [ 11 ] |
| 12      | Dragan Apić (2)      | FMP               | 34   | [ 12 ] |
| 13      | Dragan Apić (3)      | FMP               | 42   | [ 13 ] |
| 14      | Luka Božić (4)       | Zadar             | 25   | [ 14 ] |
| 15      | Elgin Cook           | Cedevita          | 32   | [ 15 ] |
| 16      | Filip Bundović       | Cibona            | 29   | [ 16 ] |
| 17      | Nemanja Vranješ (2)  | Mornar            | 29   | [ 17 ] |
| 18      | Stefan Pot (2)       | FMP               | 35   | [ 18 ] |
| 19      | Luka Ašćerić         | Mega Bemax        | 35   | [ 19 ] |
| 20      | Dominik Mavra        | Krka              | 37   |        |
| 21      | Goga Bitadze         | Budućnost VOLI    | 31   |        |
| 22      | Danilo Anđušić       | Igokea            | 30   |        |
| SF1     | Dejan Davidovac      | Crvena zvezda mts | 26   |        |
| SF2     | Vanja Marinković (2) | Partizan          | 22   |        |
| SF3     | Nemanja Gordić       | Budućnost VOLI    | 16   |        |
| F1      | Billy Baron          | Crvena zvezda mts | 27   |        |
| F2      | K. C. Rivers         | Crvena zvezda mts | 20   |        |
| F3      | Norris Cole          | Budućnost VOLI    | 20   |        |
| F4      | Norris Cole (2)      | Budućnost VOLI    | 36   |        |
| F5      | K. C. Rivers (2)     | Crvena zvezda mts | 21   |        |

### MVP del mes
| Mes       | Jugador         | Equipo     | Ref.   |
| 2018      | 2018            | 2018       | 2018   |
| --------- | --------------- | ---------- | ------ |
| Octubre   | Goga Bitadze    | Mega Bemax | [ 20 ] |
| Noviembre | Dragan Apić     | FMP        | [ 21 ] |
| Diciembre | Dragan Apić (2) | FMP        | [ 22 ] |
| 2019      |                 |            |        |
| Enero     | Marcus Paige    | Partizan   | [ 23 ] |
| Febrero   | Stefan Pot      | FMP        | [ 24 ] |